# Молодіжна збірна КНДР з футболу
Молодіжна збірна КНДР з футболу — національна молодіжна футбольна команда Північної Кореї. 

## Виступи на молодіжному ЧС
| Рік          | Раунд                             | МЗ                                | В                                 | Н                                 | П                                 | ГЗ                                | ГР                                |
| ------------ | --------------------------------- | --------------------------------- | --------------------------------- | --------------------------------- | --------------------------------- | --------------------------------- | --------------------------------- |
| 1977         | Не брали участі                   | Не брали участі                   | Не брали участі                   | Не брали участі                   | Не брали участі                   | Не брали участі                   | Не брали участі                   |
| 1979         | не кваліфікувалась                | не кваліфікувалась                | не кваліфікувалась                | не кваліфікувалась                | не кваліфікувалась                | не кваліфікувалась                | не кваліфікувалась                |
| 1981         | Не брали участі                   | Не брали участі                   | Не брали участі                   | Не брали участі                   | Не брали участі                   | Не брали участі                   | Не брали участі                   |
| 1983         | Заборонено                        | Заборонено                        | Заборонено                        | Заборонено                        | Заборонено                        | Заборонено                        | Заборонено                        |
| 1985         | Не брали участі                   | Не брали участі                   | Не брали участі                   | Не брали участі                   | Не брали участі                   | Не брали участі                   | Не брали участі                   |
| 1987         | не кваліфікувалась                | не кваліфікувалась                | не кваліфікувалась                | не кваліфікувалась                | не кваліфікувалась                | не кваліфікувалась                | не кваліфікувалась                |
| 1989         | не кваліфікувалась                | не кваліфікувалась                | не кваліфікувалась                | не кваліфікувалась                | не кваліфікувалась                | не кваліфікувалась                | не кваліфікувалась                |
| 1991         | Виступала об'єднана збірна Кореї. | Виступала об'єднана збірна Кореї. | Виступала об'єднана збірна Кореї. | Виступала об'єднана збірна Кореї. | Виступала об'єднана збірна Кореї. | Виступала об'єднана збірна Кореї. | Виступала об'єднана збірна Кореї. |
| 1991         | Чвертьфінал                       | 4                                 | 1                                 | 1                                 | 2                                 | 3                                 | 7                                 |
| 1993         | не брали участі                   | не брали участі                   | не брали участі                   | не брали участі                   | не брали участі                   | не брали участі                   | не брали участі                   |
| 1995         | не брали участі                   | не брали участі                   | не брали участі                   | не брали участі                   | не брали участі                   | не брали участі                   | не брали участі                   |
| 1997         | не брали участі                   | не брали участі                   | не брали участі                   | не брали участі                   | не брали участі                   | не брали участі                   | не брали участі                   |
| 1999         | не кваліфікувалась                | не кваліфікувалась                | не кваліфікувалась                | не кваліфікувалась                | не кваліфікувалась                | не кваліфікувалась                | не кваліфікувалась                |
| 2001         | не брали участі                   | не брали участі                   | не брали участі                   | не брали участі                   | не брали участі                   | не брали участі                   | не брали участі                   |
| 2003         | Відмовились                       | Відмовились                       | Відмовились                       | Відмовились                       | Відмовились                       | Відмовились                       | Відмовились                       |
| 2005         | Відмовились                       | Відмовились                       | Відмовились                       | Відмовились                       | Відмовились                       | Відмовились                       | Відмовились                       |
| 2007         | 1 раунд                           | 3                                 | 0                                 | 2                                 | 1                                 | 2                                 | 3                                 |
| 2009         | не кваліфікувалась                | не кваліфікувалась                | не кваліфікувалась                | не кваліфікувалась                | не кваліфікувалась                | не кваліфікувалась                | не кваліфікувалась                |
| 2011         | 1 раунд                           | 3                                 | 0                                 | 1                                 | 2                                 | 0                                 | 6                                 |
| 2013         | не кваліфікувалась                | не кваліфікувалась                | не кваліфікувалась                | не кваліфікувалась                | не кваліфікувалась                | не кваліфікувалась                | не кваліфікувалась                |
| 2015         | 1 раунд                           | 3                                 | 0                                 | 0                                 | 3                                 | 1                                 | 12                                |
| 2017         | не кваліфікувалась                | не кваліфікувалась                | не кваліфікувалась                | не кваліфікувалась                | не кваліфікувалась                | не кваліфікувалась                | не кваліфікувалась                |
| 2019         | не кваліфікувалась                | не кваліфікувалась                | не кваліфікувалась                | не кваліфікувалась                | не кваліфікувалась                | не кваліфікувалась                | не кваліфікувалась                |
| 2023         | не брали участі                   | не брали участі                   | не брали участі                   | не брали участі                   | не брали участі                   | не брали участі                   | не брали участі                   |
| 2025         | не кваліфікувалась                | не кваліфікувалась                | не кваліфікувалась                | не кваліфікувалась                | не кваліфікувалась                | не кваліфікувалась                | не кваліфікувалась                |
| Разом        |                                   | 9                                 | 0                                 | 3                                 | 6                                 | 3                                 | 21                                |
| Разом з 1991 | Разом з 1991                      | 12                                | 1                                 | 4                                 | 8                                 | 6                                 | 38                                |

## Досягнення
Юнацький кубок Азії
- Чемпіон (3): 1976, 2006, 2010
- Віце-чемпіон (2): 1990, 2014
- 3-є місце (3): 1975, 1978, 1986